# Chelipoda fuscoptera
Chelipoda fuscoptera är en tvåvingeart som beskrevs av Adrian R.Plant 2007. Chelipoda fuscoptera ingår i släktet Chelipoda och familjen dansflugor. Inga underarter finns listade i Catalogue of Life.

## Bildgalleri

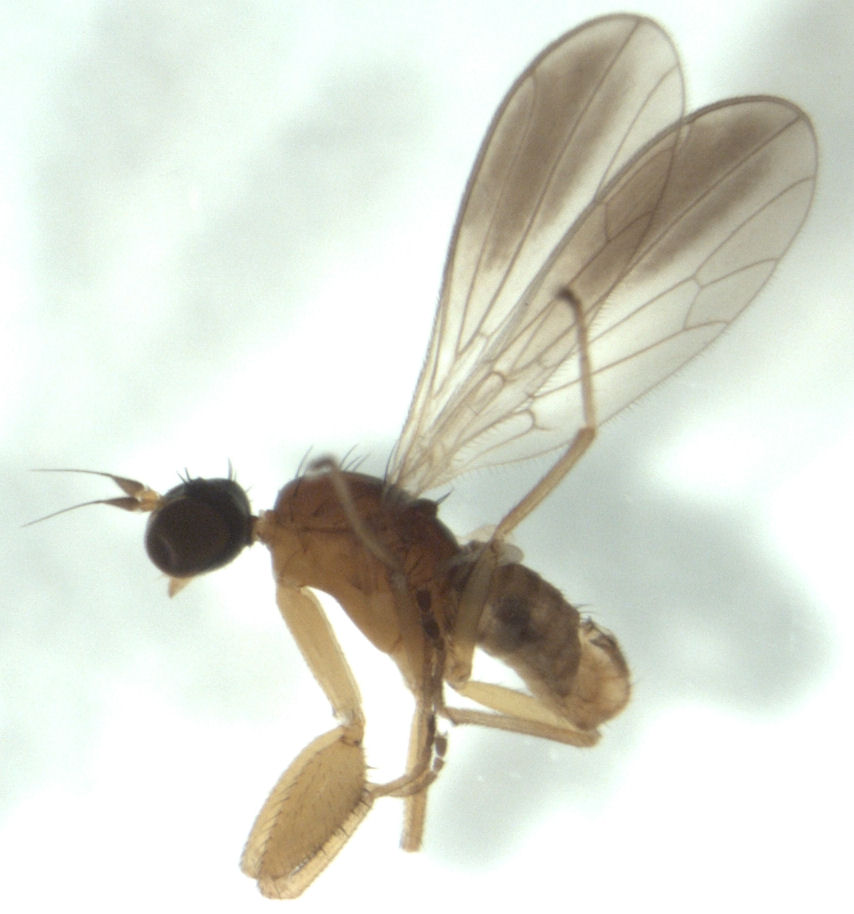